# Magyar Jelen
A Magyar Jelen egy 2003 és 2013 között kéthetente megjelenő nemzeti radikális újság volt, melyet egy kanadai vállalkozás, a Hungarian Times Inc. adott ki. Saját megfogalmazása szerint „Az eredeti Magyarország lapja”, „Az egyesülő magyar nemzet lapja”, illetve „A nemzeti ellenállás lapja”.
Főszerkesztője Toroczkai László volt, ismertebb munkatársai Drábik János, Zagyva György Gyula, Z. Kárpát Dániel, Siklósi András és Mucsi Miklós.
A lap kéthetente, csütörtökön jelent meg, ára 299 forint volt. Rendszeresen megjelentette Budaházy György írásait, felhívásait is. Az újság munkatársai kéthetente, a megjelenés előtti nap nyilvános sajtóklubot tartottak Szegeden. A beszélgetést a Szent Korona Rádió rögzítette és még aznap sugározta is.
A Magyar Jelen online verziója 2020 augusztusban újraindult, azt követően, hogy az Elemi.hu hírportál tulajdonosának hozzátartozója megszüntette a Mi Hazánk Mozgalomhoz köthető munkatársak hozzáférési jogosultságát. Erről Toroczkai László hírlevélben értesítette a Mi Hazánk hírlevelének címzettjeit, 2020. augusztus 25-én. 
Ugyancsak hírlevélből értesültek a címzettek arról 2020. augusztus 28-án, hogy elindult Magyar Jelen internetes változata, amely a Mi Hazánk Mozgalom szellemiségét követi. Erről egy szerkesztőségi beköszöntő is tájékoztat.
Az online Magyar Jelen impresszuma szerint a kiadó az Innovatív Kommunikáció Alapítvány, amelynek székhelye Ásotthalom településen található.